# Liste der Biografien/Coro
Liste der Biografien |
Portal Biografien |
Personensuche
# |
A |
B |
C |
D |
E |
F |
G |
H |
I |
J |
K |
L |
M |
N |
O |
P |
Q |
R |
S |
T |
U |
V |
W |
X |
Y |
Z |
?
 
Ca |
Cb |
Cc |
Ce |
Ch |
Ci |
Cj |
Ck |
Cl |
Cm |
Cn |
Co |
Cr |
Cs |
Ct |
Cu |
Cv |
Cw |
Cy |
Cz
 
Coa–Cod |
Coe–Cok |
Col |
Com |
Con |
Coo–Coq |
Cor |
Cos |
Cot |
Cou |
Cov |
Cow |
Cox |
Coy |
Coz
 
Cora |
Corb |
Corc |
Cord |
Core |
Corf |
Corg |
Cori |
Cork |
Corl |
Corm |
Corn |
Coro |
Corp |
Corr |
Cors |
Cort |
Coru |
Corv |
Corw |
Cory |
Corz
Die Liste der Biografien führt alle Personen auf, die in der deutschsprachigen Wikipedia einen Artikel haben. Dieses ist eine Teilliste mit 75 Einträgen von Personen, deren Namen mit den Buchstaben „Coro“ beginnt.

## Coro

### Corob
- Corobca, Liliana (* 1975), moldauisch-rumänische Literaturwissenschaftlerin und Schriftstellerin

### Corol
- Coroli, Eliseu Maria (1900–1982), italienischer Ordensgeistlicher, römisch-katholischer Prälat von Guamá
- Coroller, Victor (* 1997), französischer Hürdenläufer

### Corom
- Coromina i Bartrina, Vicenç (* 1943), katalanischer Kunsthändler und Kunstmäzen
- Coromina, David (* 1974), spanischer Fußballspieler
- Corominas, Ferran (* 1983), spanischer Fußballspieler
- Corominas, Judith (* 1966), spanische Fußballspielerin
- Corominas, Mari Pau (* 1952), spanische Wettkampfschwimmerin und Olympiateilnehmerin
- Coromines, Joan (1905–1997), katalanischer Linguist
- Coromines, Júlia (1910–2011), spanische Kinderärztin und Psychoanalytikerin

### Coron
- Coron, Béatrice (* 1956), französische Künstlerin
- Coron, Jean-Michel (* 1956), französischer Mathematiker
- Corona († 177), Märtyrin und HeiligeCorona († 177)

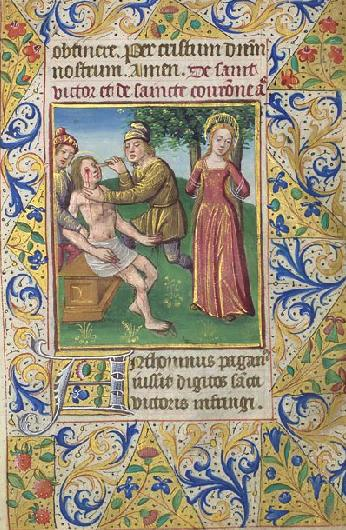
Corona († 177)

- Corona Muñoz, Guillermo (* 1927), mexikanischer Botschafter
- Corona y Corona, Nicolás (1877–1950), mexikanischer Geistlicher und römisch-katholischer Bischof von Papantla
- Corona, Achille (1914–1979), italienischer Politiker
- Corona, Alessandro (* 1972), italienischer Ruderer
- Corona, Eduardo (1921–2001), brasilianischer Architekt
- Corona, Franco (* 1936), italienischer Filmschaffender
- Corona, Frida (* 1995), mexikanische Leichtathletin
- Corona, Jesús (* 1981), mexikanischer Fußballtorhüter
- Corona, Jesús (* 1993), mexikanischer Fußballspieler
- Corona, Joe (* 1990), US-amerikanisch-salvadorianischer Fußballspieler
- Corona, José Llopis (1918–2011), spanischer Fußballspieler
- Corona, Juan Vallejo (1934–2019), US-amerikanischer SerienmörderJuan Vallejo Corona (1934–2019)

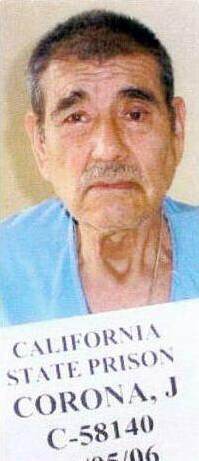
Juan Vallejo Corona (1934–2019)

- Corona, Lauro (1957–1989), brasilianischer Schauspieler
- Corona, Leonora (* 1900), US-amerikanische Sängerin
- Corona, Manuel (* 1983), deutsch-mexikanischer Fußballspieler
- Corona, Mauro (* 1950), italienischer Alpinist, Bildhauer und Schriftsteller
- Corona, Pio Alberto del (1837–1912), italienischer Geistlicher, römisch-katholischer Bischof von San Miniato, Seliger
- Corona, Yasser (* 1987), mexikanischer Fußballspieler
- Coronado Caro, Jesús María (1918–2010), kolumbianischer römisch-katholischer Ordensgeistlicher und Bischof
- Coronado Romaní, Florencio (1908–2006), peruanischer Geistlicher, römisch-katholischer Bischof von Huancavelica und Quechua-Bibelübersetzer
- Coronado, Abraham (* 1992), mexikanischer Fußballspieler
- Coronado, Adan (* 1990), US-amerikanisch-mexikanischer Fußballspieler
- Coronado, Carolina (1820–1911), spanische Schriftstellerin, Dichterin, Dramatikerin und Salonnière
- Coronado, Gilles (* 1966), französischer Jazz- und Fusionmusiker (Gitarre, Komposition)
- Coronado, José (* 1957), spanischer SchauspielerJosé Coronado (* 1957)

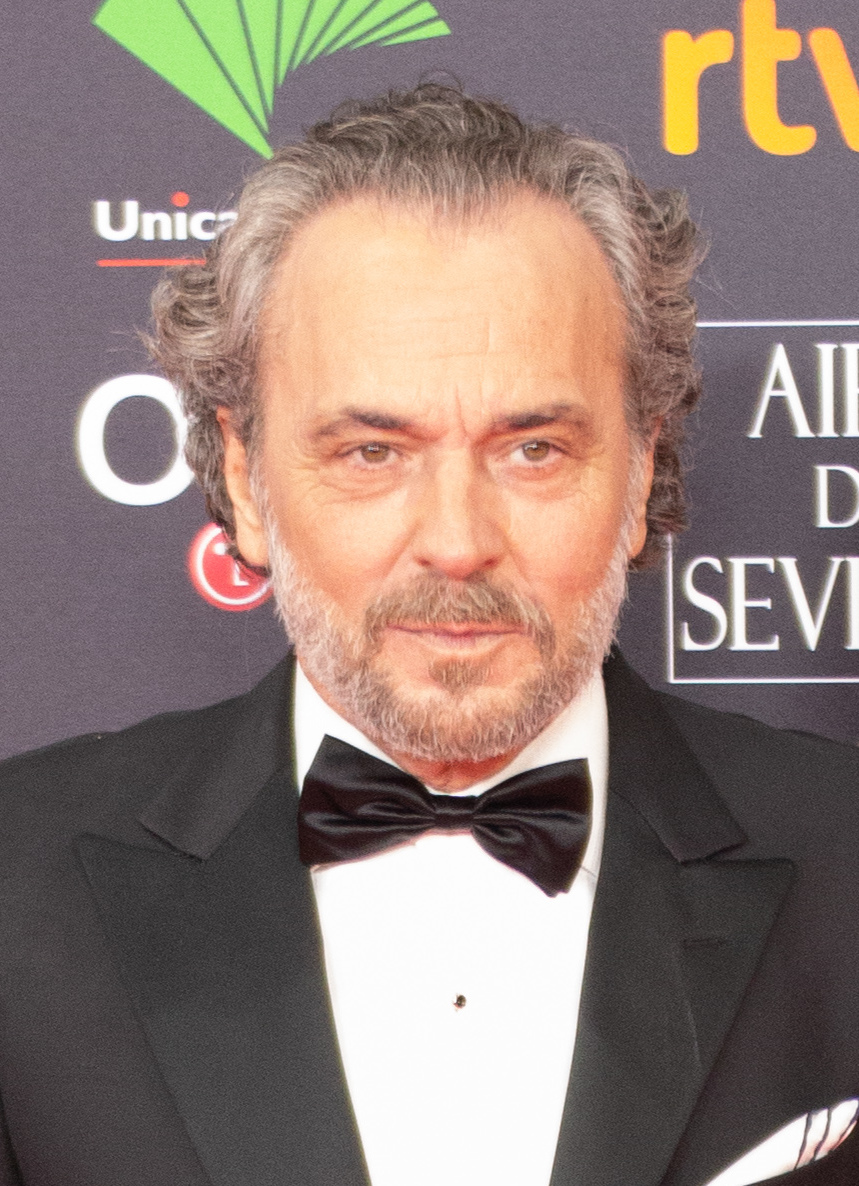
José Coronado (* 1957)

- Coronado, Santiago (* 1988), uruguayischer Fußballspieler
- Coronaeus, Martinus (1539–1585), deutscher Pastor
- Coronaeus, Martinus (1588–1665), deutscher evangelisch-lutherischer Pastor im Herzogtum Holstein
- Coronas, Giovanni Rinaldo (1919–2008), italienischer Politiker
- Coronato, Martina (* 2001), uruguayische Sprinterin
- Coronda, Walter (* 1974), argentinischer Gitarrist des Gypsy-Jazz
- Coronel Aispuro, Emma (* 1989), mexikanisch-US-amerikanische Schönheitskönigin und mutmaßliche Drogenhändlerin
- Coronel Arroyo, Pedro (1923–1985), mexikanischer Künstler
- Coronel Arroyo, Rafael (1931–2019), mexikanischer Künstler
- Coronel Zegarra y Castro, Enrique (1851–1919), peruanischer Politiker
- Coronel, Al (* 1969), US-amerikanischer Schauspieler, Synchronsprecher, Stuntman und Tänzer
- Coronel, Antonio F. (1817–1894), mexikanisch-US-amerikanischer Politiker
- Coronel, Carlos Miguel (* 1996), paraguayisch-brasilianischer Fußballtorhüter
- Coronel, Francisco (* 1942), mexikanischer Radrennfahrer
- Coronel, Freddy (* 1989), paraguayischer Fußballspieler
- Coronel, Ignacio (1954–2010), mexikanischer Drogenhändler
- Coronel, Julián (* 1958), paraguayischer Fußballspieler
- Coronel, Mace (* 2004), US-amerikanisch-niederländischer Schauspieler
- Coronel, Mariela (* 1981), argentinische Fußballspielerin
- Coronel, Tom (* 1972), niederländischer AutomobilrennfahrerTom Coronel (* 1972)

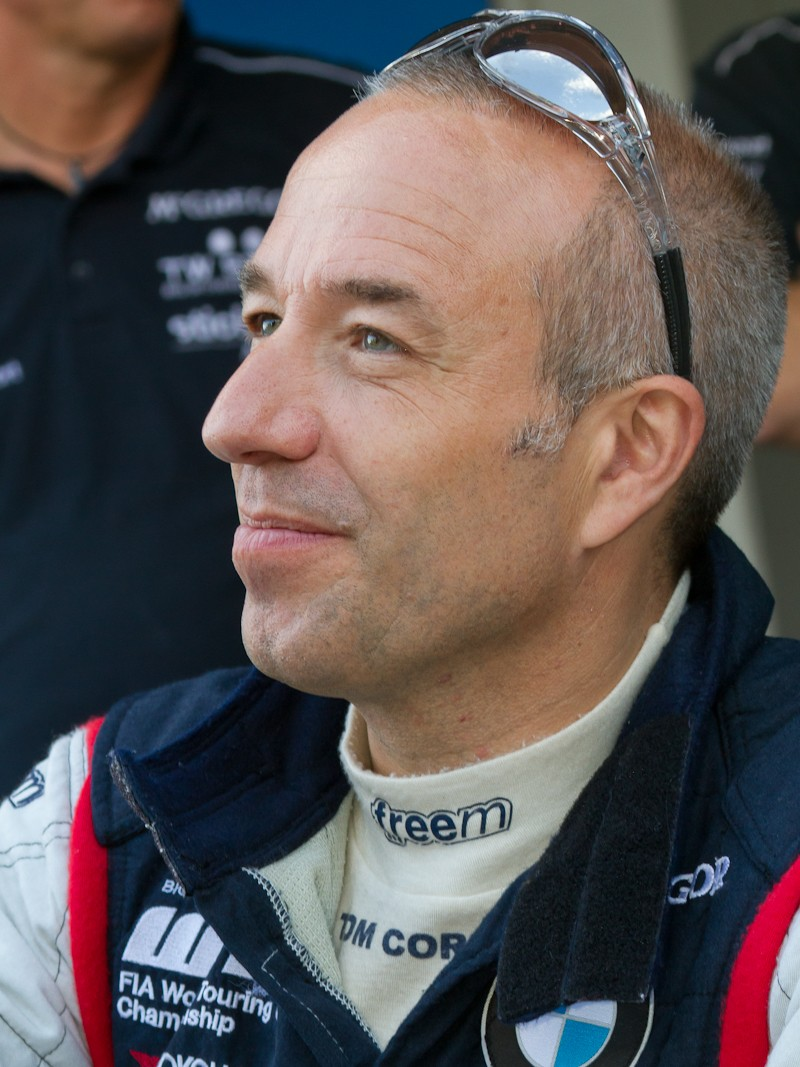
Tom Coronel (* 1972)

- Coronel, Uri (1946–2016), niederländischer Fußballfunktionär
- Coronel-Ferrer, Miriam, philippinische Politikwissenschaftlerin und Friedensverhandlerin
- Coronelli, Vincenzo Maria (1650–1718), italienischer Kartograf, Kosmograf und Hersteller von Globen
- Coronini, Carmen (1885–1968), österreichische Anatomin
- Coronini-Cronberg, Franz (1833–1901), österreichischer Politiker
- Coronini-Cronberg, Johann Baptist (1794–1880), Militär- und Zivilgouverneur in der Woiwodschaft Serbien und Temeser Banat (ab 1850)
- Coronini-Cronberg, Karl (1818–1910), österreichischer Politiker
- Coronini-Cronberg, Michael (1793–1876), österreichischer Graf und Politiker
- Corony, Blanda (1841–1911), deutsch-österreichische Schriftstellerin, Schauspiel- und Opernkritikerin

### Coros
- Coroș, Vasile (* 1951), rumänischer Eisschnellläufer

### Corot
- Corot, Jean-Baptiste Camille (1796–1875), französischer LandschaftsmalerJean-Baptiste Camille Corot (1796–1875)

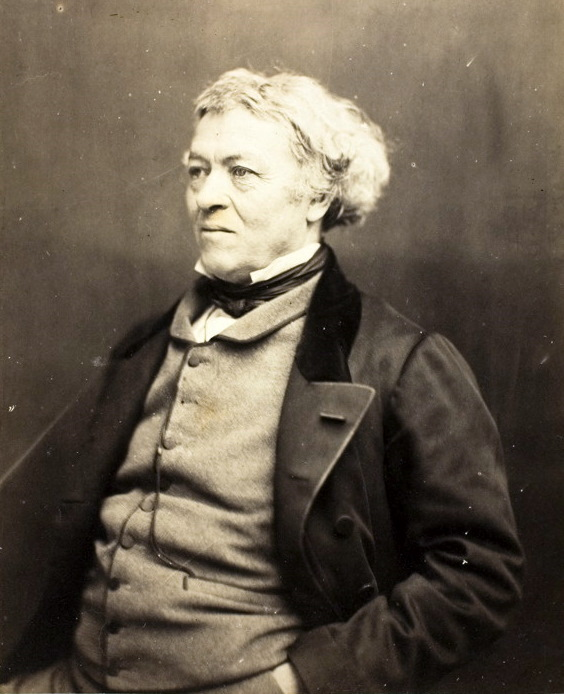
Jean-Baptiste Camille Corot (1796–1875)

### Corov
- Ćorović, Nada (* 2000), montenegrinische Handballspielerin
- Ćorović, Nataša (* 1999), montenegrinische Handballspielerin
- Ćorović, Svetozar (1875–1919), serbischer Schriftsteller

### Coroz
- Corozo, Ian (* 1998), ecuadorianischer Hürdenläufer
- Corozo, Washington (* 1998), ecuadorianischer Fußballspieler
- Corozo, Yason (1987–2015), ecuadorianischer Fußballspieler